# 皮夫登內 (別爾哥羅德-德涅斯特羅夫斯基區)

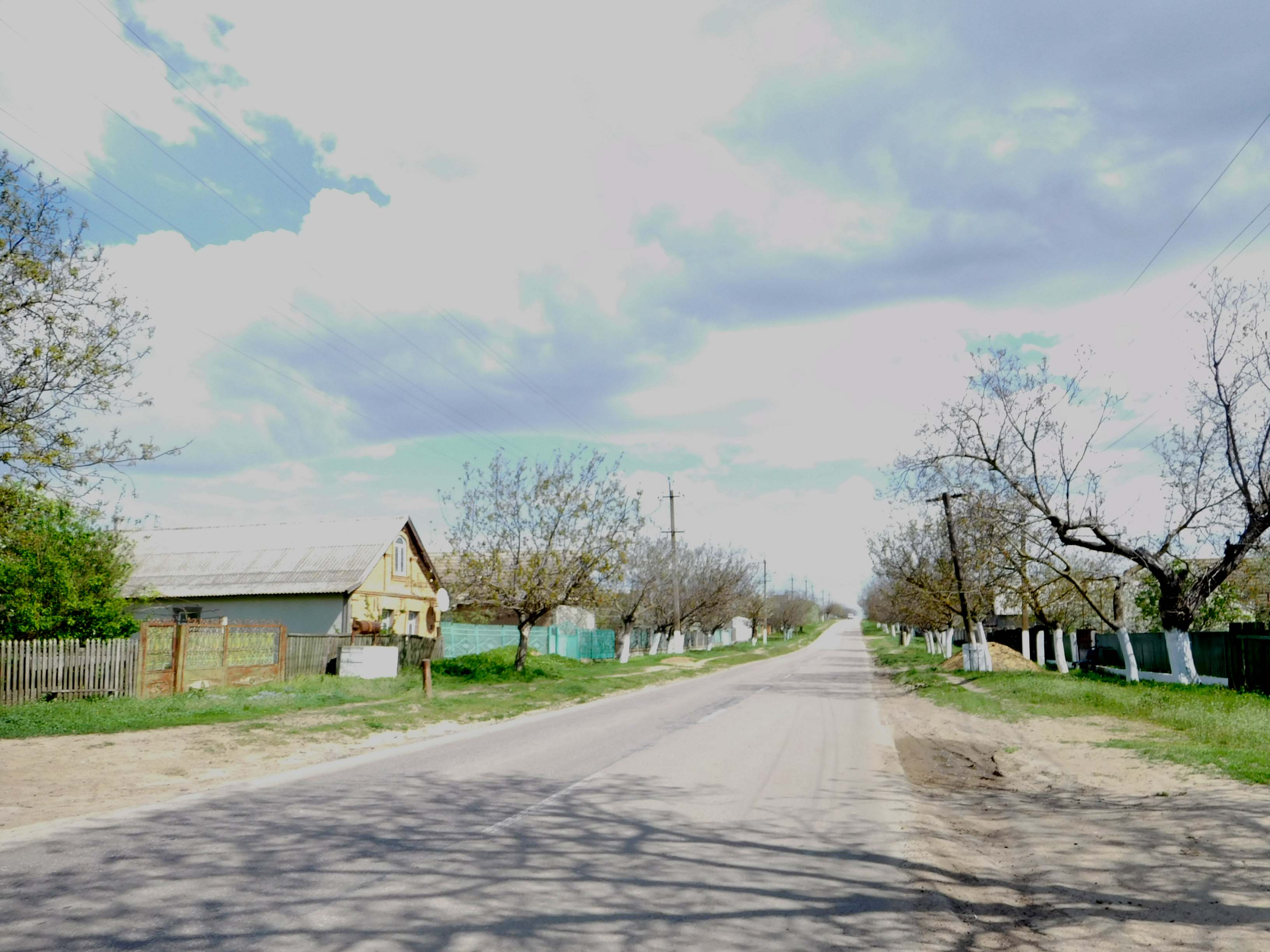
村景

皮夫登内（羅馬化：Pivdenne，直译 '「南方」'），是烏克蘭西南部敖德薩州比爾霍羅德-德涅斯特羅夫斯基區旧科扎切市镇内的村落。始建於1905年，面積0.71平方公里，2001年人口372，人口密度每平方公里523.94人。
46°16′13″N 30°8′35″E / 46.27028°N 30.14306°E